# Terry Huntingdon
Terry Lynn Huntingdon (Mount Shasta, 8 maggio 1940) è una modella statunitense, incoronata Miss USA nel 1959.
Dopo aver vinto il concorso di Miss California, Terry Huntingdon, divenne la prima rappresentante della California a diventare Miss USA. Si tratta anche della prima Miss USA a vincere il concorso quando questo si teneva nel suo Stato. In seguito partecipò a Miss Universo 1959, dove si classificò al terzo posto.
Huntington in seguito fu una concorrente di You Bet Your Life, condotto da Groucho Marx nel 1960 e partecipò a numerosi film e serie televisive come Perry Mason, Gli intoccabili, Rapina a... nave armata e Signora di lusso.

## Filmografia parziale

### Cinema
- Gidget Goes Hawaiian, regia di Paul Wendkos (1961)
- Signora di lusso (Five Finger Exercise), regia di Daniel Mann (1962)

### Televisione
- Perry Mason – serie TV, episodio 3x08 (1959)
- Gli intoccabili (The Untouchables) – serie TV, episodio 2x04 (1960)
- I detectives (The Detectives) – serie TV, episodio 3x07 (1961)